# Old Harrovians FC
Der Old Harrovians Football Club – bis 1876 bekannt als Harrow Chequers – war ein englischer Amateurfußballverein aus London. Er wurde 1865 ins Leben gerufen und gehörte zu den 15 ersten Teilnehmern im FA Cup, die für die Erstaustragung in der Saison 1871/72 meldeten. Die Mannschaften setzten sich aus Studenten und Absolventen der Harrow School zusammen und nachdem die drei anfänglich geplanten Pokalteilnahmen als „Harrow Chequers“ zurückgezogen worden waren, konnten die „Old Harrovians“ anschließend einige Achtungserfolge erzielen, vor allem mit dem Einzug ins FA-Cup-Halbfinale in der Saison 1877/78, das knapp mit 1:2 gegen die Royal Engineers verloren ging.

## Vereinsgeschichte

### Harrow Chequers

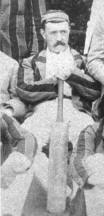
Morton Betts.

Die Harrow Chequers wurden im Jahr 1865 gegründet und setzten sich aus früheren und aktuellen „Harrovians“, also Studenten der Harrow School zusammen. Das erste bekannte Spiel fand im November 1865 statt. Der spätere „Erfinder“ des FA Cups Charles William Alcock war Harrow-Absolvent und so war es nicht überraschend, dass die Harrow Chequers auch zu den 15 gemeldeten Mannschaften für die Erstauflage 1871/72 den englischen Pokals zählten. Für die erste Runde war ein Duell gegen den Wanderers FC vorgesehen, für den ebenfalls in erster Linie Spieler aus der Harrow School aufliefen. Ob dies ein maßgeblicher Grund dafür war, dass die Harrow Chequers nicht zur Partie antraten und somit den Wanderers kampflos den Weg in die zweite Runde ebneten, blieb jedoch unklar. Die Wanderers gewannen letztlich das Finale mit 1:0 gegen die Royal Engineers, wobei der Siegtorschütze Morton Betts unter dem Pseudonym „A. H. Chequer“ (also „ein Harrow Chequer“) auflief – eine Referenz zu der Mannschaft, für die er zuvor gespielt hatte. Der Grund dafür ist weniger darin zu suchen, dass Betts befürchtet hätte, für die Wanderers gesperrt gewesen zu sein, da eine entsprechende Regelung, nicht für mehrere Vereine im Verlauf eines Wettbewerbs anzutreten, zu damaligen Zeitpunkt nicht existierte. Vielmehr wird lediglich eine neckische Spielerei hinter dieser „Maskierung“ vermutet.
Einen nächsten Anlauf unternahmen die Chequers in der Saison 1874/75. Hier wurde der Civil Service FC zugelost und erneut trat die Mannschaft nicht zur Erstrundenpartie an. Die Szenerie wiederholte sich in der folgenden Spielzeit 1875/76, als mit dem FC Leyton erneut ein Gegner aus diese Weise eine Freilos für die zweite Runde erhielt. Nach einem Bericht der „Athletic News“ im Jahr 1876 hatte sich der Klub mittlerweile umbenannt in „Old Harrovians“. Damit wurde die Hoffnung verbunden, dass sich die Mannschaft fortan unter einer „angemesseneren“ Bezeichnung dem Publikum präsentierte, zumal Harrow-Absolventen bereits zuvor gelegentlich gegen Auswahlen wie den Old Etonians unter diesem Namen gespielt hatten. Diese Namensänderung wurde jedoch von den damaligen Quellen als Zusammenschluss der beiden Mannschaften, die vormals als Old Harrovians und Harrow Chequers aufgetreten waren, interpretiert.

### Old Harrovians

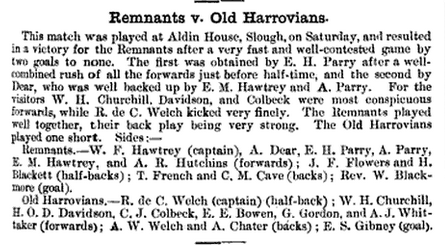
Bericht eines Spiels aus dem Oktober 1878.

Mit dem neuen Namen nahmen die Old Harrovians regelmäßig in den FA-Cup-Wettbewerben der späten 1870er- und 1880er-Jahren teil. Nach einem Erstrundenaus gegen die Royal Engineers (1:2) in der Saison 1876/77 gelang der Mannschaft in der anschließenden Saison 1877/78 mit dem Erreichen des Halbfinals der größte Erfolg in der eigenen Geschichte. Nach anfänglichen Siegen gegen den 105th Regiment FC (2:0) und den 1st Surrey Rifles FC (6:0) hatte sich das Team mühsam im zweiten Wiederholungsspiel gegen die Cambridge University (2:0) durchgesetzt und sich dann nach einem 3:1 gegen Upton Park für die Vorschlussrunde qualifiziert, in der dann erneut mit 2:1 die Royal Engineers die Nase vorn hatten. Die Harrovians hatten dabei zwischenzeitlich mit 1:0 geführt, bevor sich kurz vor der Halbzeit ihr Kapitän Reginald Courtenay Welch am Auge verletzte. Die Entscheidung, sich für die verbleibende Spielzeit ins Tor zu stellen, zeigte sich für Welch und die Old Harrovians als nachteilig und so konnten die Royal Engineers die Partie gegen den geschwächten Gegner drehen.
Auch in der Spielzeit 1878/79 überzeugten die Harrow-Studenten zunächst  mit klaren Siegen über Southill Park (8:0) und den Panthers FC (3:0), bevor sie im dritten Spiel Nottingham Forest mit 0:2 unterlagen. Die Hochphase des Teams war danach überschritten und es folgten in den beiden anschließenden Jahren zwei Erstrundenniederlagen. Zwar konnte in der Saison 1881/82 die Auftakthürde mit einem 4:2 bei Olympic London übersprungen werden, aber in der zweiten Runde folgte mit einem 1:7 gegen den FC Swifts ein weiterer deutlicher Dämpfer. Erst in der Spielzeit 1885/86 kehrten die Harrovians im Wettbewerb zurück, wurden dann jedoch nach einem kampflosen Sieg gegen den FC St. James und einem 2:1 gegen die Old Foresters für ein weiteres Aufeinandertreffen mit den Swifts disqualifiziert. Ein letztes Mal in die zweite Hauptrunde zog das Team in der Saison 1887/88 das mit einer 0:4-Niederlage gegen die Old Brightonians endete. Dies war die letzte Partie des Vereins in einer FA-Cup-Hauptrunde. Über den genauen Zeitpunkt der Auflösung des historischen Vereins besteht Unklarheit; letzte Aufzeichnungen finden sich aus dem Jahr 1891 und es wird gemutmaßt, dass der Verein in der damaligen Struktur nicht über die 1890er-Jahre hinaus existierte.

### Aktuelle Mannschaften der Old Harrovians
Mannschaften, die sich aus Studenten der Harrow School zusammensetzten, blieben auch in der Folgezeit aktiv und momentan spielt eine Auswahl als „Old Harrovians AFC“ in der Arthurian League.